# Старые песни о главном 3
«Старые песни о главном — 3» — музыкальный фильм 1997 года, третий из известного телевизионного цикла.
Премьера — в ночь с 31 декабря 1997 года на 1 января 1998 года. Последняя роль Александра Демьяненко.

## Сюжет
Фильм является своеобразным продолжением фильма «Иван Васильевич меняет профессию». События происходят в новогоднюю ночь 1997—1998 годов, спустя 24 года после событий фильма. По сюжету, главные герои (инженер Шурик, Бунша, Зина и Ульяна Андреевна) собираются праздновать Новый год, и Шурик решает представить гостям воссозданную (и модернизированную), ту самую свою машину времени.
Отправившись в XVI век, они обнаруживают там постаревшего Жоржа Милославского, который уже 25 лет сидит регентом вместо сбежавшего Ивана Грозного; царь тогда настолько вдохновился профессиями Зины и Якина, что сам решил попробовать себя в киноискусстве и вместо царских палат ушёл на «Мосфильм».
Стремясь исправить нарушение хода истории, герои повторно включают машину времени и отправляются в 1970-е годы на поиски царя, мечтающего стать актёром.
Дальнейшее действие разворачивается в павильонах «Мосфильма», где герои в поисках беглого царя становятся свидетелями съёмок легендарных фильмов и музыкальных клипов, а также в царских палатах, где оставшийся присмотреть за престолом Иван Васильевич Бунша встречал разных гостей и слушал их музыкальные выступления.

## Премьера
По словам Константина Эрнста, премьера мюзикла находилась под угрозой срыва:

«Мой главный телевизионный ужас и самое острое переживание на ОРТ — „Старые песни-3“. 31 декабря 1997 года. Меньше чем за сутки до боя курантов выяснилось, что 2,5 часа музыкальной фонограммы „Песен“ стёрто компьютером. Правда, я до сих пор уверен, что это был не сбой, а „новогодний подарок“. 31 числа мы на „Мосфильме“ вновь сводили звук. За 1,5 часа до Нового года выяснилось, что необходим специальный магнитофон, который находится в „Останкино“. К тому времени там уже всё было опечатано, а сотрудники, которые с ним работали, уже заправляли „оливье“. Тогда я, помнится, выбивал эту опечатанную дверь ногой. А дальше — безумная гонка по заледенелой трассе между „Мосфильмом“ и „Останкино“. Вот это ощущение профессионального ужаса оттого, что вся страна включит ОРТ и ничего не увидит, преследует меня до сих пор. А ведь Новый год до 1997-го был моим самым любимым праздником…»
В связи с этим трансляция мюзикла в регионах Дальнего Востока началась на несколько часов позже положенного времени, впоследствии этот вынужденный перенос Эрнст охарактеризовал фразой: «Я полстраны лишил Нового года».

## Награды
- «Золотая Олива» и «Золотая Антенна» на Международном фестивале музыкальных и развлекательных программ в г. Албена (Болгария)[4].
- 1998 — «ТЭФИ» — Операторская работа — Андрей Макаров, Продюсерская работа — Константин Эрнст[5].

## В ролях

### В главных ролях
- Александр Демьяненко — Александр Сергеевич Тимофеев (Шурик), инженер-изобретатель
- Юрий Яковлев — Иван Васильевич Бунша, заместитель главы администрации района, сосед Шурика / царь Иван Васильевич Грозный
- Леонид Куравлёв — Жорж Милославский, бывший вор, регент на престоле вместо Ивана Грозного
- Михаил Пуговкин — Карп Савельевич Якин, кинорежиссёр
- Наталья Крачковская — Ульяна Андреевна, жена Бунши
- Наталья Селезнёва — Зинаида Михайловна Тимофеевна, актриса, жена Шурика

### Второстепенные роли
- Алла Пугачёва — малоизвестная певица на кинопробах к фильму «Ирония судьбы, или С лёгким паром!» (камео)
- Глория Гейнор — камео
- Группа «Boney M» — камео
- Крис Норман — камео
- Наташа Королёва — соседка Тимофеевых / английская певица, поющая дуэтом с Крисом Норманом
- Александр Буйнов — английский певец на мюнхенской дискотеке
- Лайма Вайкуле — английская певица
- Филипп Киркоров — известный актёр на «Мосфильме»
- Илзе Лиепа — актриса «Мосфильма»
- Группа «Восток» — съемочная группа[источник не указан 194 дня]
- Валерий Леонтьев — Африк Симон / герцог Бэкингем
- Леонид Ярмольник — кинорежиссёр
- Лариса Долина — королева Анна Австрийская / камео
- Марыля Родович — польская певица (камео)
- Александр Малинин — польский певец
- Лев Лещенко — диктор программы «Время»
- Алёна Свиридова — диктор программы «Время»
- Николай Расторгуев — каскадёр-красноармеец (аллюзия на Сухова из к/ф «Белое солнце пустыни»)
- Николай Фоменко — диктор / разведчик в кафе / хоккеист
- Кристина Орбакайте — Марта
- Владимир Пресняков-младший — Карл Мюнхгаузен / Петруха
- Сергей Безруков — царский дьяк
- Чулпан Хаматова — Леночка, ассистент режиссёра
- Валерий Меладзе — Валико Мизандари (Мимино)
- Леонид Агутин — Штирлиц
- Анжелика Варум — жена Штирлица / певица на танцплощадке
- Максим Леонидов — Максим (аллюзия на Андрея Бузыкина из к/ф «Осенний марафон») / царевич, отправленный в Парижский университет
- Татьяна Буланова — любовница Максима (аллюзия на Аллу из к/ф «Осенний марафон»)
- Алёна Апина — главарь банды (аллюзия на есаула Брылова из к/ф «Свой среди чужих, чужой среди своих») / жена Максима (аллюзия на Нину Бузыкину из к/ф «Осенний марафон»)
- Сергей Мазаев — хоккеист
- Дмитрий Маликов — певец на танцплощадке (аллюзия на Аркадия из к/ф «Начало»)
- Валерия — Паша Строганова
- «Иванушки International» — Иванушки Заморские-Интернэшнл, певцы у царя
- Гарик Сукачёв — исполнитель песни Владимира Высоцкого
- Кабаре-дуэт «Академия» — послы курфюрста Баварского и земли Франца Иосифа
- Группа «На-на» — труженики Крайнего Севера
- Виктор Рыбин — хоккеист
- Группа «Несчастный случай»[6] — певцы из трущоб
- Юрий Слободенюк — пожарный на «Мосфильме»
- Наталья Пикула — бандитка в вагоне с пистолетом

### Не указанные в титрах
- Алексей Кортнев — полковник Френсис Чесней
- Валдис Пельш — донна Роза д’Альвадорес
- Олег Чернов — парень, танцующий с девушкой около Строгановой
- Бари Алибасов — чукотский шаман
- Георгий Саакян — актёр, исполняющий роль Сталина в документальном фильме

## CD-издание
1. Иванушки International — «Алёшкина любовь» (из репертуара ВИА «Весёлые ребята»)
2. Валерий Леонтьев — «Hafanana» (из репертуара Африка Симона)
3. Леонид Агутин — «Где-то далеко» (из многосерийного телефильма «Семнадцать мгновений весны») (из репертуара Иосифа Кобзона)
4. Лариса Долина — «Ищу тебя» (из телефильма «31 июня») (из репертуара Татьяны Анциферовой)
5. Александр Буйнов и Boney M — «Rasputin»
6. Несчастный случай — «Марш рыбаков» (из фильма «Генералы песчаных карьеров») (из репертуара вокального квартета «Аккорд»)
7. Владимир Пресняков-младший — «Нет тебя прекрасней» (из репертуара ВИА «Поющие гитары»)
8. Кабаре-дуэт «Академия» — «Moskau» (из репертуара группы Dschinghis Khan)
9. Татьяна Буланова — «Не отрекаются любя» (из репертуара Аллы Пугачевой)
10. Филипп Киркоров — «Уходило лето»; бэк-вокал: группа «Восток» (из репертуара дуэта Baccara и ВИА «Весёлые ребята»)
11. Алла Пугачёва — «Мне нравится…» (из фильма «Ирония судьбы, или С лёгким паром!»)
12. Анжелика Варум и Дмитрий Маликов — «Листья жёлтые» (из репертуара Норы Бумбиере и Виктора Лапченка)
13. Николай Фоменко, Сергей Мазаев и Виктор Рыбин — «Трус не играет в хоккей» (из репертуара Вадима Мулермана)
14. Александр Малинин и Марыля Родович — «Kolorowe Jarmarki» (из репертуара Марыли Родович)
15. Кристина Орбакайте — «Эхо любви»; бэк-вокал: Владимир Пресняков-младший (из кинофильма «Судьба») (из репертуара Анны Герман)
16. композиция «One» (Final) из мюзикла «Кордебалет»
17. Максим Леонидов — «Песенка студента» (из репертуара Игоря Иванова)
18. Алёна Апина — «Стою на полустаночке» (из репертуара Валентины Толкуновой)
19. Алла Пугачёва — «На Тихорецкую…» (из фильма «Ирония судьбы, или С лёгким паром!»)
20. На-на — «Увезу тебя я в тундру» (из репертуара Кола Бельды)
21. Лайма Вайкуле — «Mamy Blue» (из репертуара Хулио Иглесиаса)
22. Лев Лещенко и Алёна Свиридова — «Песня прощения», русскоязычная версия песни «Манчестер и Ливерпуль»
23. Наташа Королёва и Крис Норман — «Stumblin’ In»
24. Николай Расторгуев — «Есть только миг» (из фильма «Земля Санникова») (из репертуара Олега Анофриева)
25. Валерия — «Последняя поэма» (из фильма «Вам и не снилось…») (из репертуара Ирины Отиевой и Веры Соколовой)
26. Валерий Меладзе — «Звёздочка моя ясная» (из репертуара группы Цветы)
27. Алла Пугачёва — «По улице моей…» (из фильма «Ирония судьбы, или С лёгким паром!»)
28. Гарик Сукачёв — «Кони привередливые» (из репертуара Владимира Высоцкого)
29. Лариса Долина и Глория Гейнор — «I Will Survive»
30. Все участники — «Надежда» (из репертуара Анны Герман)